# Egységpünkösdiek
Az egységpünkösdiek (angol: Oneness Pentecostalism, Jesus' Name Pentecostalism) vagy más nevén a Csak Jézus mozgalom (Jesus Only movement) a protestantizmushoz tartozó pünkösdizmus egy ága, egy Szentháromság-tagadó vallási mozgalom.

## Jellemzőik
Nevét az istenségről szóló tanításáról kapta, amely a modalisztikus monarchianizmus egy formája, amelyet általában az Egység-doktrínának neveznek. A doktrína kimondja, hogy egy Isten van, személyi különbségek nélkül, aki sokféleképpen nyilvánul meg, beleértve Atyaként, Fiúként és Szentlélekként. Ez éles ellentétben áll a három különálló, örökkévaló személy tanával, amelyet a kereszténység fővonala, a Szentháromság-tanának teológiája állított fel.
Kizárólag Jézus Krisztus nevében keresztelnek, nem pedig a Szentháromság mindhárom személyének nevében.

## Egyházak, szövetségek

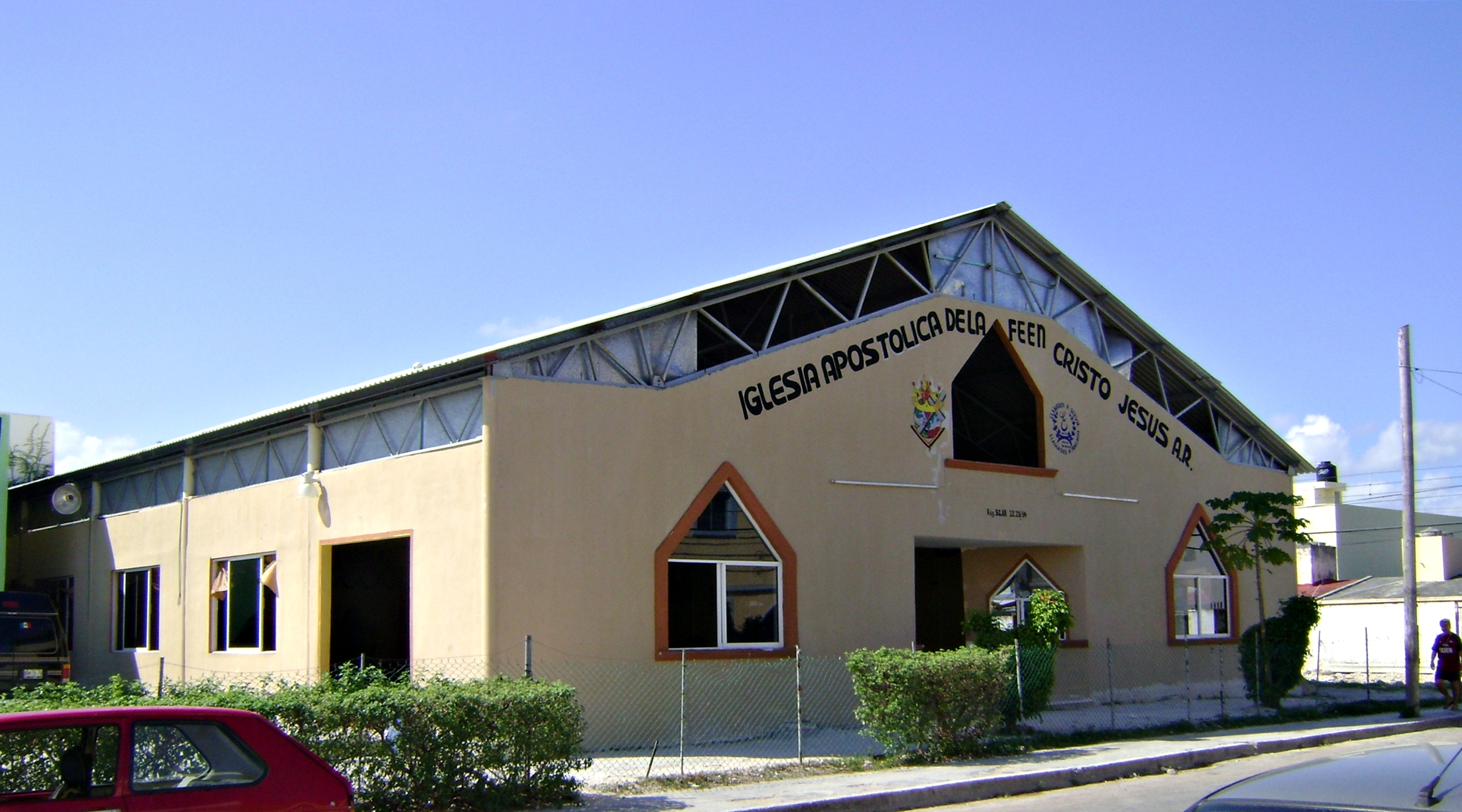
Összejöveteli gyülekezeti épületük Cancúnban, Mexikóban (Iglesia Apostólica de la Fe en Cristo Jesús)

- Apostolic Assembly of the Faith in Christ Jesus
- United Pentecostal Church International (ezen belül számos egyházuk van)
- Igaz Jézus Egyház
- Assemblies of the Lord Jesus Christ
- Bible Way Church of Our Lord Jesus Christ
- Church of the Lord Jesus Christ
- Church of Our Lord Jesus Christ of the Apostolic Faith
- Jesus Miracle Crusade
- Iglesia Evangelica Apostolica del Nombre de Jesus
- Pentecostal Assemblies of Jesus Christ
- Pentecostal Assemblies of the World
- Pentecostal Churches of Christ